# Tavolara

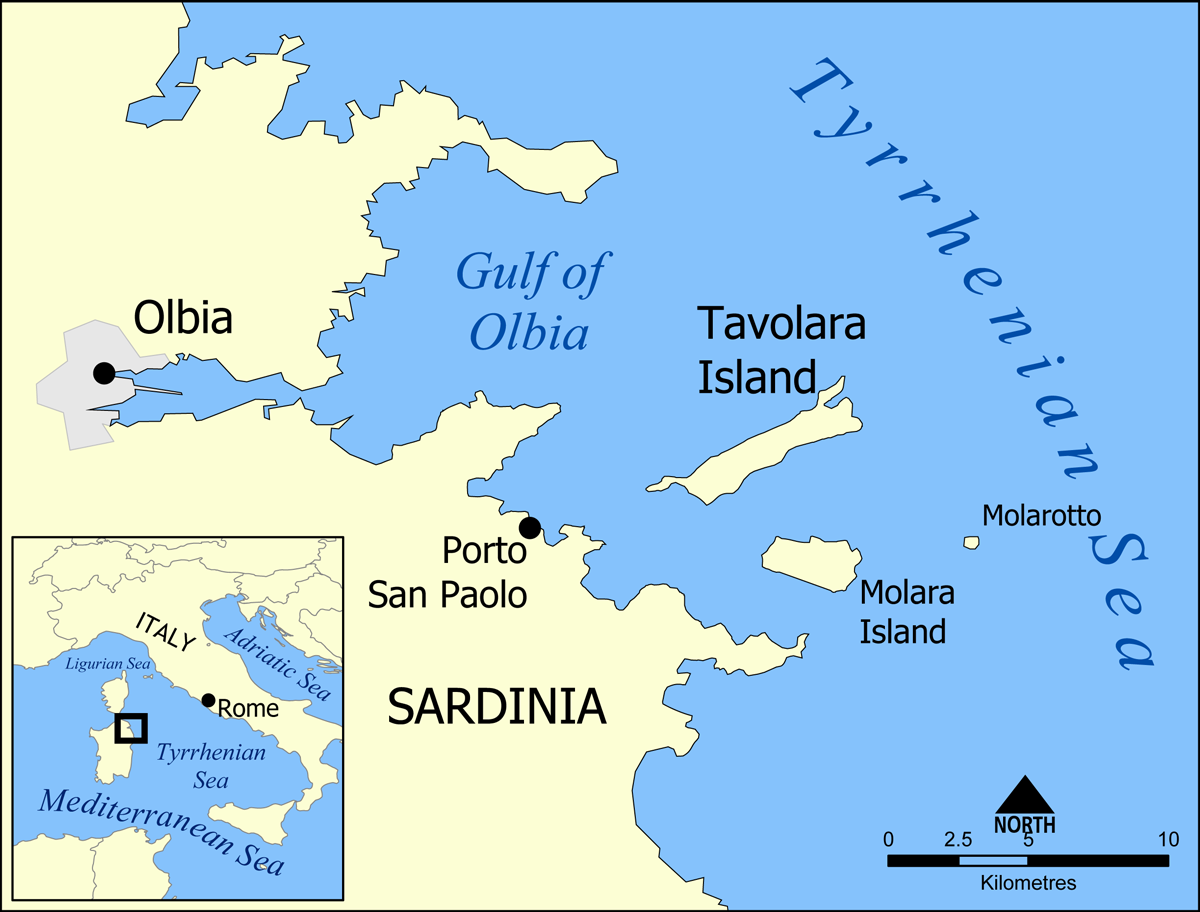
Położenie Tavolary

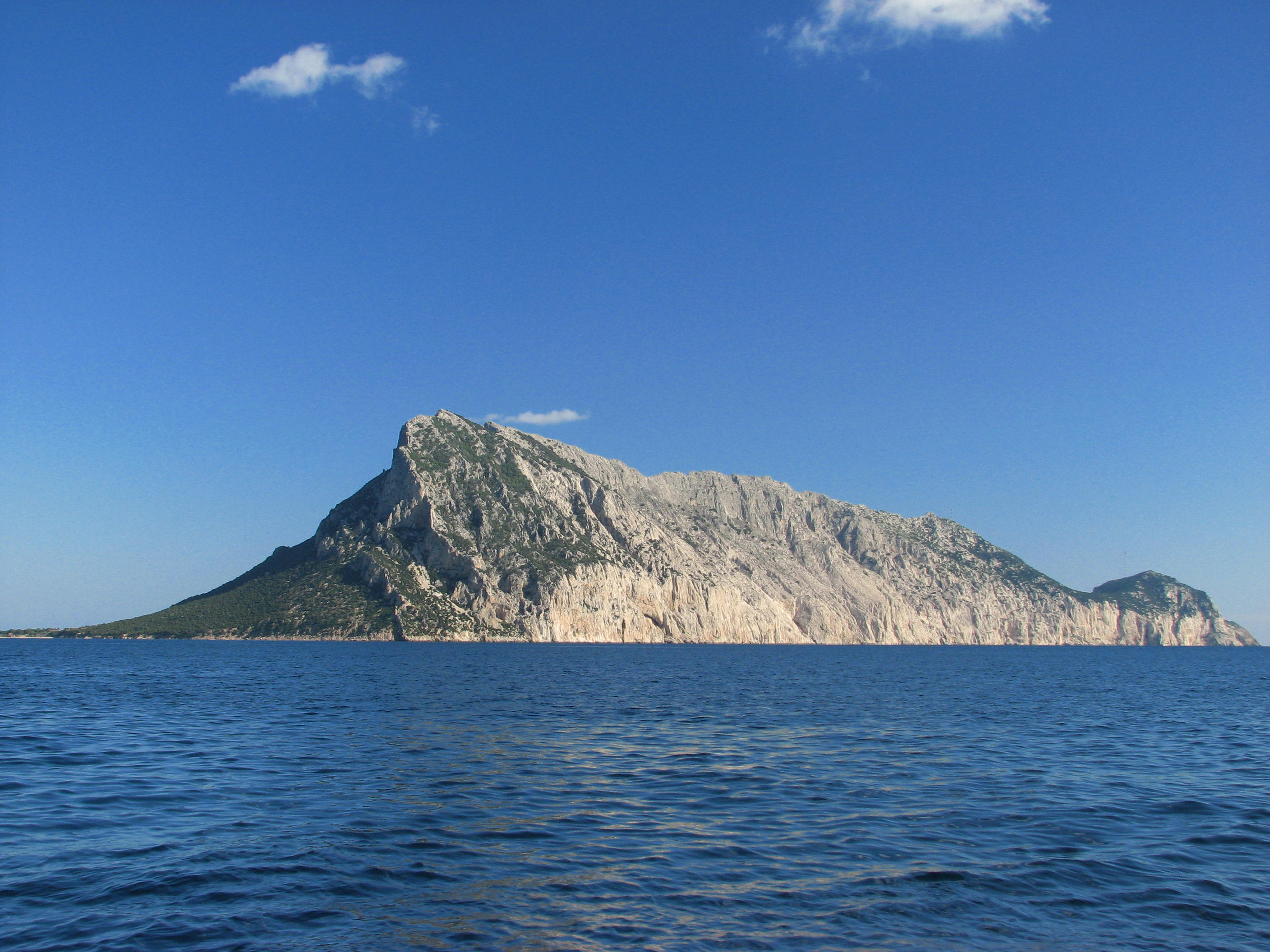
Tavolara widziana z południa

Tavolara – niewielka wyspa u wybrzeży Sardynii, o długości 5 km i szerokości do 1,2 km.
Obecnie wyspę zamieszkuje kilka rodzin, znajduje się tu niewielki cmentarz i letnia restauracja. W 1962 zbudowano na wyspie bazę radarową NATO, co wiązało się z wysiedleniem części mieszkańców.